# Zinna
Zinna este o comună din landul Saxonia, Germania.